# Scytodes caffra
Scytodes caffra is een spinnensoort in de taxonomische indeling van de lijmspuiters (Scytodidae).
Het dier behoort tot het geslacht Scytodes. De wetenschappelijke naam van de soort werd voor het eerst geldig gepubliceerd in 1904 door William Frederick Purcell.